# Quotient pluviométrique
En termes mathématiques simples, le quotient pluviométrique est le rapport de la hauteur de précipitations recueillies en un lieu et un mois donnés à la hauteur qu'on y aurait recueillie si la hauteur moyenne annuelle avait été également répartie sur tous les jours de l'année.
Mais l'expression "quotient pluviométrique" la plus utilisée est celle qui désigne l’indice climatique d'Emberger, développé par le botaniste Louis Emberger en 1930, puis modifié en 1955 pour définir les cinq différents types de climats méditerranéens, depuis le plus aride, jusqu'à celui de haute montagne, climats que seul le Maroc dans la région méditerranéenne, possède en totalité. Stewart l'a simplifié en 1969.

## Définition

### Définition originelle d'Emberger
Le quotient initial d'Emberger est défini par la formule suivante, :
{\displaystyle Q={100P \over 2\left({M+m \over 2}\right)(M-m)}}
avec
- Q : quotient pluviométrique d'Emberger
- M : moyenne des maxima (températures maximales journalières) du mois le plus chaud, en degrés Celsius
- m : moyenne des minima (températures minimales journalières) du mois le plus frais, en degrés Celsius
- P : cumul pluviométrique annuel, en millimètres

### Définition modifiée d'Emberger
Le quotient d'Emberger est défini par la formule,, :
{\displaystyle Q_{2}={\frac {2000\,P}{M^{2}-m^{2}}}}
avec
- Q2 : quotient pluviométrique modifié d'Emberger
- M : moyenne des maxima (températures maximales journalières) du mois le plus chaud, en kelvins
- m : moyenne des minima (températures minimales journalières) du mois le plus frais, en kelvins
- P : cumul pluviométrique annuel, en millimètres

### Stewart
La valeur (M + m)/2 exprimée en kelvins varie peu. On suppose que {\displaystyle (M+m)/2\approx 291} kelvins et donc, {\displaystyle M+m\approx 582}. On obtient alors {\displaystyle {2000 \over 582}=3,436}. La formule devient alors la formule de Stewart, :
{\displaystyle Q2={\frac {3,43\,P}{M-m}}} où M et m s'expriment en degrés Celsius.